# Three Chord Opera
Three Chord Opera es un álbum de estudio del cantautor estadounidense Neil Diamond, publicado el 24 de julio de 2001 por Columbia Records. Alcanzó la posición No. 15 en la lista Billboard 200. "You are the Best Part of Me" alcanzó el puesto No. 28 en la lista Billboard Adult Contemporary.

## Lista de canciones
Todas escritas por Neil Diamond.

| N.º | Título                                | Duración |  |
| 1.  | «I Haven't Played This Song in Years» | 4:25     |  |
| 2.  | «Don't Look Down»                     | 3:08     |  |
| 3.  | «I Believe in Happy Endings»          | 4:29     |  |
| 4.  | «At the Movies»                       | 3:39     |  |
| 5.  | «Midnight Dream»                      | 4:57     |  |
| 6.  | «You Are the Best Part of Me»         | 4:02     |  |
| 7.  | «Baby Let's Drive»                    | 4:35     |  |
| 8.  | «My Special Someone»                  | 3:35     |  |
| 9.  | «A Mission of Love»                   | 4:15     |  |
| 10. | «Elijah's Song»                       | 2:56     |  |
| 11. | «Leave a Little Room for God»         | 2:53     |  |
| 12. | «Turn Down the Lights»                | 4:23     |  |